# Lách tách bốn mắt
Lách tách bốn mắt, tên khoa học Fulvetta ruficapilla, là một loài chim trong họ Sylviidae. Chúng được tìm thấy ở Trung Quốc, Lào và Việt Nam.

## Phân loài
- F. ruficapilla bidoupensis J.C. Eames, C.R. Robson & Cu, 1995
- F. ruficapilla ruficapilla (J. Verreaux, 1870)
- F. ruficapilla sordidior (Rippon, 1903)